# Джерело «Задвірне»
Джерело «Задвірне» — гідрологічна пам'ятка природи місцевого значення. Розташована на території Сокирянської сільської ради Гайсинського району Вінницької області. Оголошена відповідно до Рішення Вінницького облвиконкому від 29.08.1984 р. № 371. Охороняється великодебітне джерело ґрунтової води в Турецькому яру, яке виходить на поверхню з-під кристалічних порід і живить р. Удич.